# Campeonato Mundial de Clubes de Voleibol Feminino de 2016
O Campeonato Mundial de Clubes de Voleibol Feminino de 2016 foi a décima edição do torneio organizado anualmente pela FIVB, disputada entre os dias 18 e 23 de outubro no Mall of Asia Arena, localizado na cidade filipina Pasay.
Após tres edições consecutivas o torneio na Suíça, esta edição será um marco, pois, acontecerá pela primeira vez no Continente Asiático, Pasay será a cidade-sede do Campeonato Mundial de Clubes na variante feminina.
A edição foi vencida pela equipe turca do Eczacibaši VitrA, tal conquista representou o bicampeonato consecutivo do clube, tornando-se o primeiro clube bicampeã na historia da competição e a Melhor Jogadora da competição foi a sérvia Tijana Bošković , esta atuou pela equipe campeã.

## Formato de disputa
As oito equipes foram dispostas em dois grupos de quatro equipes cujo sorteio foi realizado. Todas as equipes enfrentaram-se dentro de seus grupos em turno único. As duas primeiras colocadas de cada grupo se classificaram para a fase semifinal, na qual enfrentaram-se em cruzamento olímpico. Também ocorreu a disputa do 5º ao 8º lugares, disputado pelas equipes que finalizaram nesta fase em terceiro e quarto lugares. Os times vencedores das semifinais enfrentaram-se na partida final, que definiu o campeão; já as equipes derrotadas nas semifinais decidiram a terceira posição.
Para a classificação dentro dos grupos na primeira fase, o placar de 3-0 ou 3-1 garantiu três pontos para a equipe vencedora e nenhum para a equipe derrotada; já o placar de 3-2 garantiu dois pontos para a equipe vencedora e um para a perdedora.

## Local dos jogos
| Todas as partidas  |
| ------------------ |
| Pasay, Filipinas   |
| Mall of Asia Arena |
| Capacidade: 15 000 |
|                    |

## Equipes participantes
As seguintes equipes foram qualificadas ou convidadas para a disputa do Campeonato Mundial de Clubes de 2016:
| Equipe             | País      | Qualificação                                                      |
| ------------------ | --------- | ----------------------------------------------------------------- |
| PSL Manila         | Filipinas | Representante da Cidade-Sede                                      |
| Rexona-Sesc Rio    | Brasil    | Campeão do Campeonato Sul-Americano de Clubes de 2016             |
| Pomi Casalmaggiore | Itália    | Campeão da Liga dos Campeões da Europa de 2015-16                 |
| Bangkok Glass      | Tailândia | Campeão do Campeonato Asiático de Clubes de 2015                  |
| Eczacibaši VitrA   | Turquia   | Convidado, Campeão do Campeonato Mundial de Clubes de 2015        |
| VakifBank Istanbul | Turquia   | Convidado, Vice-campeão da Liga dos Campeões da Europa de 2015-16 |
| Hisamitsu Springs  | Japão     | Convidado, Vice-campeão do Campeonato Asiático de Clubes de 2015  |
| Voléro Zurich      | Suíça     | Convidado, Terceiro lugar do Campeonato Mundial de Clubes de 2015 |

## Primeira fase
A  FIVB divulgou o resultado do sorteio de grupos e a tabela de jogos em 22 de junho
- Todos as partidas no horário das Filipinas (UTC+08:00).

|  | Qualificados para as semifinais |
|  | Disputa do 5º ao 8º lugares     |

### Grupo A
Classificação
|     |                           |     | Jogos | Jogos | Jogos | Pontos | Pontos | Pontos | Sets | Sets | Sets  |
| Pos | Equipe                    | Pts | T     | V     | D     | V      | P      | R      | V    | P    | R     |
| --- | ------------------------- | --- | ----- | ----- | ----- | ------ | ------ | ------ | ---- | ---- | ----- |
| 1   | Eczacibaši VitrA          | 8   | 3     | 3     | 0     | 285    | 223    | 1.278  | 9    | 3    | 3,000 |
| 2   | Pomi Casalmaggiore        | 5   | 3     | 2     | 1     | 229    | 236    | 0.970  | 6    | 5    | 1.200 |
| 3   | Rexona-Sesc Rio           | 5   | 3     | 1     | 2     | 281    | 264    | 1.064  | 7    | 6    | 1.167 |
| 4   | PSL - F2 Logistics Manila | 0   | 3     | 0     | 3     | 176    | 248    | 0.710  | 1    | 9    | 0.111 |

Resultados
| 18 de outubro de 2016 16:30 P2P3 [ AQ] | Pomi Casalmaggiore | 0 — 3             | Eczacibaši VitrA | Mall of Asia Arena, Manila Público: 1 500 Árbitro(s): CHN Jiang Liu EUA Patricia Rolf |
| 18 de outubro de 2016 16:30 P2P3 [ AQ] | 17 18 15           | Set 1 Set 2 Set 3 | 25               | Mall of Asia Arena, Manila Público: 1 500 Árbitro(s): CHN Jiang Liu EUA Patricia Rolf |

| 18 de outubro de 2016 19:30 P2P3 [ AQ] | PSL - F2 Logistics Manila | 0 — 3             | Rexona-Sesc Rio | Mall of Asia Arena, Manila Público: 3 000 Árbitro(s): POL Piotr Dudek KOR Hoo-Hee Kang |
| 18 de outubro de 2016 19:30 P2P3 [ AQ] | 15 13 20                  | Set 1 Set 2 Set 3 | 25              | Mall of Asia Arena, Manila Público: 3 000 Árbitro(s): POL Piotr Dudek KOR Hoo-Hee Kang |

| 19 de outubro de 2016 19:30 P2P3 [ AQ] | Pomi Casalmaggiore | 3 — 2                         | Rexona-Sesc Rio | Mall of Asia Arena, Manila Público: 700 Árbitro(s): KOR Hoo-Hee Kang CHN Jiang Liu |
| 19 de outubro de 2016 19:30 P2P3 [ AQ] | 17 25 19 18        | Set 1 Set 2 Set 3 Set 4 Set 5 | 25 20 25 16     | Mall of Asia Arena, Manila Público: 700 Árbitro(s): KOR Hoo-Hee Kang CHN Jiang Liu |

| 20 de outubro de 2016 19:40 P2P3 [ AQ] | PSL - F2 Logistics Manila | 0 — 3             | Pomi Casalmaggiore | Mall of Asia Arena, Manila Público: 2 400 Árbitro(s): EUA Patricia Rolf TUN Taoufik Boudaya |
| 20 de outubro de 2016 19:40 P2P3 [ AQ] | 19 15 21                  | Set 1 Set 2 Set 3 | 25                 | Mall of Asia Arena, Manila Público: 2 400 Árbitro(s): EUA Patricia Rolf TUN Taoufik Boudaya |

| 20 de outubro de 2016 13:00 P2P3 [ AQ] | Rexona-Sesc Rio | 2 — 3                         | Eczacibaši VitrA | Mall of Asia Arena, Manila Público: 800 Árbitro(s): CHN Jiang Liu KOR Hoo-Hee Kang |
| 20 de outubro de 2016 13:00 P2P3 [ AQ] | 27 19 25 18 11  | Set 1 Set 2 Set 3 Set 4 Set 5 | 25 22 25 15      | Mall of Asia Arena, Manila Público: 800 Árbitro(s): CHN Jiang Liu KOR Hoo-Hee Kang |

| 21 de outubro de 2016 19:00 P2P3 [ AQ] | PSL - F2 Logistics Manila | 1 — 3                   | Eczacibaši VitrA | Mall of Asia Arena, Manila Público: 2 800 Árbitro(s): TUN Taoufik Boudaya SRB Vladimir Simonovic |
| 21 de outubro de 2016 19:00 P2P3 [ AQ] | 17 25 14                  | Set 1 Set 2 Set 3 Set 4 | 25 23 25         | Mall of Asia Arena, Manila Público: 2 800 Árbitro(s): TUN Taoufik Boudaya SRB Vladimir Simonovic |

### Grupo B
Classificação
|     |                    |     | Jogos | Jogos | Jogos | Pontos | Pontos | Pontos | Sets | Sets | Sets  |
| Pos | Equipe             | Pts | T     | V     | D     | V      | P      | R      | V    | P    | R     |
| --- | ------------------ | --- | ----- | ----- | ----- | ------ | ------ | ------ | ---- | ---- | ----- |
| 1   | Voléro Zurich      | 8   | 3     | 3     | 0     | 246    | 225    | 1.093  | 9    | 2    | 4.500 |
| 2   | VakifBank Istanbul | 7   | 3     | 2     | 1     | 290    | 235    | 1.234  | 8    | 4    | 2,000 |
| 3   | Hisamitsu Springs  | 3   | 3     | 1     | 2     | 205    | 231    | 0.887  | 4    | 6    | 0.667 |
| 4   | Bangkok Glass      | 0   | 3     | 0     | 3     | 175    | 225    | 0.778  | 0    | 9    | 0,000 |

Resultados
| 18 de outubro de 2016 10:00 P2P3 [ AQ] | VakifBank Istanbul | 3 — 1                   | Hisamitsu Springs | Mall of Asia Arena, Manila Público: 300 Árbitro(s): BEL Arturo Di Giácomo SRB Vladimir Simonovic |
| 18 de outubro de 2016 10:00 P2P3 [ AQ] | 25 29 25           | Set 1 Set 2 Set 3 Set 4 | 15 31 18          | Mall of Asia Arena, Manila Público: 300 Árbitro(s): BEL Arturo Di Giácomo SRB Vladimir Simonovic |

| 18 de outubro de 2016 13:00 P2P3 [ AQ] | Voléro Zurich | 3 — 0             | Bangkok Glass | Mall of Asia Arena, Manila Público: 365 Árbitro(s): TUN Taoufik Boudaya ARG Hernan Casamiquela |
| 18 de outubro de 2016 13:00 P2P3 [ AQ] | 25            | Set 1 Set 2 Set 3 | 21 19 23      | Mall of Asia Arena, Manila Público: 365 Árbitro(s): TUN Taoufik Boudaya ARG Hernan Casamiquela |

| 19 de outubro de 2016 16:30 P2P3 [ AQ] | Voléro Zurich | 3 — 0             | Hisamitsu Springs | Mall of Asia Arena, Manila Público: 600 Árbitro(s): ARG Hernan Casamiquela BEL Arturo Di Giácomo |
| 19 de outubro de 2016 16:30 P2P3 [ AQ] | 25            | Set 1 Set 2 Set 3 | 19 15 17          | Mall of Asia Arena, Manila Público: 600 Árbitro(s): ARG Hernan Casamiquela BEL Arturo Di Giácomo |

| 20 de outubro de 2016 10:00 P2P3 [ AQ] | Bangkok Glass | 0 — 3             | Hisamitsu Springs | Mall of Asia Arena, Manila Público: 600 Árbitro(s): BEL Arturo Di Giácomo ARG Hernan Casamiquela |
| 20 de outubro de 2016 10:00 P2P3 [ AQ] | 14 18 20      | Set 1 Set 2 Set 3 | 25                | Mall of Asia Arena, Manila Público: 600 Árbitro(s): BEL Arturo Di Giácomo ARG Hernan Casamiquela |

| 20 de outubro de 2016 16:35 P2P3 [ AQ] | Voléro Zurich  | 3 — 2                         | VakifBank Istanbul | Mall of Asia Arena, Manila Público: 1 500 Árbitro(s): SRB Vladimir Simonovic POL Piotr Dudek |
| 20 de outubro de 2016 16:35 P2P3 [ AQ] | 25 27 16 12 16 | Set 1 Set 2 Set 3 Set 4 Set 5 | 22 25 14           | Mall of Asia Arena, Manila Público: 1 500 Árbitro(s): SRB Vladimir Simonovic POL Piotr Dudek |

| 21 de outubro de 2016 16:02 P2P3 [ AQ] | VakifBank Istanbul | 3 — 0             | Bangkok Glass | Mall of Asia Arena, Manila Público: 900 Árbitro(s): ARG Hernan Casamiquela BEL Arturo Di Giácomo |
| 21 de outubro de 2016 16:02 P2P3 [ AQ] | 25                 | Set 1 Set 2 Set 3 | 19 23 18      | Mall of Asia Arena, Manila Público: 900 Árbitro(s): ARG Hernan Casamiquela BEL Arturo Di Giácomo |

## Fase final
- Horários UTC+08:00

|  | Semifinais         | Semifinais         |   |               | Final              | Final |  |
|  |                    |                    |   |               |                    |       |  |
|  | 22 de outubro      |                    |   |               |                    |       |  |
|  | Eczacibaši VitrA   | 3                  |   |               |                    |       |  |
|  | VakifBank Istanbul | 1                  |   |               |                    |       |  |
|  |                    |                    |   |               |                    |       |  |
|  |                    |                    |   |               | 23 de outubro      |       |  |
|  |                    |                    |   |               | Eczacibaši VitrA   | 3     |  |
|  |                    | Pomi Casalmaggiore | 2 |               |                    |       |  |
|  |                    |                    |   |               |                    |       |  |
|  |                    |                    |   |               |                    |       |  |
|  |                    |                    |   |               | Terceiro lugar     |       |  |
|  | 22 de outubro      | 22 de outubro      |   | 23 de outubro | 23 de outubro      |       |  |
|  | Voléro Zurich      | 1                  |   | Voléro Zurich | 1                  |       |  |
|  | Pomi Casalmaggiore | 3                  |   |               | VakifBank Istanbul | 3     |  |

## Classificação do 5º ao 8º lugar
Resultados
- Horários UTC+08:00

| 22 de outubro de 2016 10:00 P2P3 [ AQ] | Rexona-Sesc Rio | 3 — 0             | Bangkok Glass | Mall of Asia Arena, Manila Público: 800 Árbitro(s): SRB Vladimir Simonovic BEL Arturo Di Giácomo |
| 22 de outubro de 2016 10:00 P2P3 [ AQ] | 25              | Set 1 Set 2 Set 3 | 19 15 20      | Mall of Asia Arena, Manila Público: 800 Árbitro(s): SRB Vladimir Simonovic BEL Arturo Di Giácomo |

| 22 de outubro de 2016 16:30 P2P3 [ AQ] | Hisamitsu Springs | 3 — 0             | PSL - F2 Logistics Manila | Mall of Asia Arena, Manila Público: 2 800 Árbitro(s): KOR Hoo-Hee Kang TUN Taoufik Boudaya |
| 22 de outubro de 2016 16:30 P2P3 [ AQ] | 25                | Set 1 Set 2 Set 3 | 15 18 21                  | Mall of Asia Arena, Manila Público: 2 800 Árbitro(s): KOR Hoo-Hee Kang TUN Taoufik Boudaya |

## Semifinais
Resultados
- Horários UTC+08:00

| 22 de outubro de 2016 13:00 P2P3 [ AQ] | Eczacibaši VitrA | 3 — 1                   | VakifBank Istanbul | Mall of Asia Arena, Manila Público: 1 000 Árbitro(s): ARG Hernan Casamiquela POL Piotr Dudek |
| 22 de outubro de 2016 13:00 P2P3 [ AQ] | 25 19 25         | Set 1 Set 2 Set 3 Set 4 | 23 25 17 23        | Mall of Asia Arena, Manila Público: 1 000 Árbitro(s): ARG Hernan Casamiquela POL Piotr Dudek |

| 22 de outubro de 2016 19:30 P2P3 [ AQ] | Voléro Zurich | 1 — 3                   | Pomi Casalmaggiore | Mall of Asia Arena, Manila Público: 3 100 Árbitro(s): EUA Patricia Rolf CHN Jiang Liu |
| 22 de outubro de 2016 19:30 P2P3 [ AQ] | 27 23 17 23   | Set 1 Set 2 Set 3 Set 4 | 25                 | Mall of Asia Arena, Manila Público: 3 100 Árbitro(s): EUA Patricia Rolf CHN Jiang Liu |

## Sétimo lugar
Resultado
- Horários UTC+08:00

| 23 de outubro de 2016 16:00 P2P3 [ AQ] | PSL - F2 Logistics Manila | 0 — 3             | Bangkok Glass | Mall of Asia Arena, Manila Público: 2 400 Árbitro(s): TUN Taoufik Boudaya SRB Vladimir Simonovic |
| 23 de outubro de 2016 16:00 P2P3 [ AQ] | 16 23 20                  | Set 1 Set 2 Set 3 | 25            | Mall of Asia Arena, Manila Público: 2 400 Árbitro(s): TUN Taoufik Boudaya SRB Vladimir Simonovic |

## Quinto lugar
Resultado
- Horários UTC+08:00

| 23 de outubro de 2016 10:00 P2P3 [ AQ] | Hisamitsu Springs | 2 — 3                         | Rexona-Sesc Rio | Mall of Asia Arena, Manila Público: 800 Árbitro(s): ARG Hernan Gonzalo Casamiquela KOR Hoo-Hee Kang |
| 23 de outubro de 2016 10:00 P2P3 [ AQ] | 25 22 15 32 7     | Set 1 Set 2 Set 3 Set 4 Set 5 | 20 25 30 15     | Mall of Asia Arena, Manila Público: 800 Árbitro(s): ARG Hernan Gonzalo Casamiquela KOR Hoo-Hee Kang |

## Terceiro lugar
Resultado
- Horários UTC+08:00

| 23 de outubro de 2016 13:00 P2P3 [ AQ] | Voléro Zurich | 1 — 3                   | VakifBank Istanbul | Mall of Asia Arena, Manila Público: 1 100 Árbitro(s): BEL Arturo Di Giacomo CHN Jiang Liu |
| 23 de outubro de 2016 13:00 P2P3 [ AQ] | 14 25 22 11   | Set 1 Set 2 Set 3 Set 4 | 25 21 25           | Mall of Asia Arena, Manila Público: 1 100 Árbitro(s): BEL Arturo Di Giacomo CHN Jiang Liu |

## Final
Resultado
| 23 de outubro de 2016 19:00 P2P3 [ AQ] | Eczacibaši VitrA | 3 — 2                         | Pomi Casalmaggiore | Mall of Asia Arena, Manila Público: 6 700 Árbitro(s): POL Piotr Dudek EUA Patricia Rolf |
| 23 de outubro de 2016 19:00 P2P3 [ AQ] | 25 20 25 22 15   | Set 1 Set 2 Set 3 Set 4 Set 5 | 19 25 19 25 11     | Mall of Asia Arena, Manila Público: 6 700 Árbitro(s): POL Piotr Dudek EUA Patricia Rolf |